# A termodinamika harmadik főtétele
A termodinamika harmadik főtétele kimondja, hogy tökéletes kristályos anyag entrópiája abszolút nulla fok hőmérsékleten zérus. A tétel egyik legfontosabb következménye, hogy az abszolút zérus hőmérséklet (0 K) véges sok lépésben nem érhető el.

## Áttekintés
Walther Hermann Nernst  megfogalmazása szerint az abszolút tiszta kristályos anyagok entrópiája nulla kelvin hőmérsékleten zérus. Olyan abszolút tiszta kristályos anyag, amelyre a Nernst megfogalmazása érvényes lenne, a természetben nem fordul elő, ideális fogalom, tehát nulla entrópiájú anyag nem létezhet. Az entrópia határértékét a harmadik főtétel pontosított megfogalmazása a következőképpen rögzíti: a termodinamikai rendszerek entrópiája véges pozitív érték felé, az entrópia hőmérséklet szerinti deriváltja pedig a zéró felé tart, amikor a rendszer hőmérséklete az abszolút nulla érték felé közelít.
Nernst később egy újabb megfogalmazásban hozta nyilvánosságra posztulátumát, mely szerint az abszolút nulla hőmérséklet tetszőlegesen megközelíthető, de nem érhető el. E kijelentés a harmadik főtétel előbbi megfogalmazásának következménye: mivel az abszolút nullához közeli hőmérsékleten az anyagok fajhője nagyon kicsi, igen kis hőmennyiség is a hőmérséklet jelentős megváltozásához vezet. Bármilyen módon is valósítjuk meg a hűtést, a lehűtendő test valamilyen fokú visszamelegedése elkerülhetetlen. A folyamat megismétlésével a hőmérséklet tovább csökkenthető, tehát végső soron az abszolút nulla hőmérséklet elvileg tetszőleges pontossággal aszimptotikusan megközelíthető, de nem érhető el.